# Maria Theresia Ahlefeldt
Maria Theresia Ahlefeldt, prinsesse af Thurn og Taxis (født 28. februar 1755, død 20. december 1810), var en dansk (oprindelig tysk) komponist. Hun er Danmark første kvindelige komponist.

## Værker
- La Folie, ou quel Conte! (libretto) 1780-talet
- Telemak paa Calypsos Øe (musik, aria, korsang), 1792
- Veddemaalet (musik), 1793
- Romance de Nina 1794/98